# نموذج اي دي ايي
نموذج اي دي ايي ADE هو نموذج جيني لدراسات التوائم التي تشمل التأثيرات الوراثية للهيمنة. ويمكن استخدام النمذجة الوراثية البيومترية من التوأم أو بيانات العائلة لتحليل تباين الاستجابة أو النمط الظاهري المرصود في المكونات الجينية والبيئية.
وتسمح المعايير البارزة المناسبة التي تتطلب بعض التأثيرات العشوائية بتقدير هذه النماذج باستخدام برامج متاحة على نطاق واسع للنماذج المختلطة الخطية (ظواهر مستمرة) أو نماذج مختلطة خطية عامة (ظواهر فئوية).
A تشير إلى التأثيرات الجينية المضافة ، D للتأثيرات الوراثية غير المضافة ، و E للتأثيرات البيئية غير المشاركة.